# サリー伯爵
サリー伯爵（サリーはくしゃく、英語: Earl of Surrey）は、イングランド貴族の伯爵位。
3回創設されており、第1期はウィリアム・ド・ワーレンが1088年に叙されたのにはじまり、ワーレン家とフィッツアラン家によって世襲されたが、1415年に帰属者未定となった。第2期はジョン・ド・モウブレー（後の第4代ノーフォーク公爵）が1451年に叙されたが、彼一代で終わる。第3期は1483年にトマス・ハワード（後の第2代ノーフォーク公爵）が叙されたのに始まり、ノーフォーク公爵の従属爵位として現在に至るまでハワード家によって世襲されている。2014年現在のサリー伯爵位保有者は第18代ノーフォーク公爵エドワード・フィッツアラン＝ハワードである。

## 歴史
ウィリアム・ド・ワーレンはノルマン・コンクエストで戦功を立て、死の直前にウィリアム2世よりサリー伯爵（もしくはワーレン伯爵）位を与えられた。
その後、サリー伯爵はワーレン家によって世襲されたが、7代伯爵ジョンが1347年に男子継承者なく死去すると、その姉アリスの子である10代アランデル伯爵リチャード・フィッツアランがサリー伯爵位を継承した。
第12代アランデル伯爵・第10代サリー伯爵トマスが死去するとアランデル伯爵位は又従兄弟ジョンに継承されたが、サリー伯爵位は帰属者未定となった。
1451年にはジョン・ド・モウブレー（1461年に第4代ノーフォーク公爵位を継承）がサリー及びワーレン伯爵に叙されたが、彼一代で絶えた。
1483年にはリチャード3世即位への貢献でジョン・ハワードが初代ノーフォーク公爵、その息子トマス・ハワードが初代サリー伯爵に叙されたが、1485年のボズワースの戦いでリチャード3世とノーフォーク公が敗死したため、父のノーフォーク公爵位とトマスのサリー伯爵位は剥奪された。しかしトマスは1489年1月にサリー伯爵への復権が認められ、ついで1514年にノーフォーク公爵位への復権も認められた。これに伴いサリー伯爵はノーフォーク公爵の従属爵位となり、またノーフォーク公爵家の嫡男の儀礼称号となった（詩人で1547年に処刑されたサリー伯爵ヘンリー・ハワード(1517–1547)はノーフォーク公爵家の嫡男として儀礼称号でサリー伯爵と称されていた人物であり、実際にサリー伯爵の爵位を保有していたわけではない）。
1572年には4代ノーフォーク公・3代サリー伯爵トマス・ハワードが大逆罪で処刑され全爵位を剥奪された。その長男フィリップ・ハワードは母方から第20代アランデル伯爵位を継承したが、敬虔なカトリックとして国教会に抵抗したため、1589年にアランデル伯爵位も剥奪された。その息子であるトマス・ハワードは1604年に第21代アランデル伯爵と第4代サリー伯爵の復権を認められた。その孫である第23代アランデル伯爵・第6代サリー伯爵トマスは、1660年に第5代ノーフォーク公爵位への復権が認められた。
これ以降2014年現在までサリー伯爵位はノーフォーク公爵位と分離することなく従属爵位として続いている。ノーフォーク公爵家の嫡男は「アランデル・サリー伯爵」を儀礼称号とする。2014年現在のサリー伯爵位保有者は第18代ノーフォーク公爵エドワード・フィッツアラン＝ハワード(1956–)（第19代サリー伯爵）である。

## 一覧

### サリーもしくはワーレン伯爵 (1088年)
- ウィリアム・ド・ワーレン (初代サリー伯爵) (-1088)
- ウィリアム・ド・ワーレン (第2代サリー伯爵) (-1138)　1101年剥奪、1103年復権
- ウィリアム・ド・ワーレン (第3代サリー伯爵) (1119–1148)
- イザベル・ド・ワーレン (第4代サリー女伯爵) (-1203)
  - ウィリアム・オブ・ブロイン（最初の夫）
  - ハメリン・ド・ワーレン（2番目の夫）
- ウィリアム・ド・ワーレン (第5代サリー伯爵)（英語版） (-1240)
- ジョン・ド・ワーレン (第6代サリー伯爵) (1231–1304)
- ジョン・ド・ワーレン (第7代サリー伯爵)（英語版） (1286–1347) 孫
- リチャード・フィッツアラン (第10代アランデル伯爵・第8代サリー伯爵) (1313–1376) 甥
- リチャード・フィッツアラン (第11代アランデル伯爵・第9代サリー伯爵) (1346–1397)　1397年剥奪
- トマス・フィッツアラン (第12代アランデル伯爵・第10代サリー伯爵)(1381–1415)　1400年復権

### サリーおよびワーレン伯爵 (1451年)
- ジョン・ド・モウブレー (第4代ノーフォーク公爵・初代サリー及びワーレン伯爵) (1444–1476)

### サリー伯爵 (1483年)
- トマス・ハワード (第2代ノーフォーク公爵・初代サリー伯爵) (1443-1524) 1485年に父のノーフォーク公爵位とともに剥奪。1489年にサリー伯爵が復権。1514年にノーフォーク公爵が復権。
- トマス・ハワード(第3代ノーフォーク公爵・第2代サリー伯爵) (1473–1554) 　1547年剥奪、1553年復権。
- トマス・ハワード (第4代ノーフォーク公爵・第3代サリー伯爵)  (1536–1572)　1572年に処刑・剥奪。
- トマス・ハワード (第21代アランデル伯爵・第4代サリー伯爵) (1585–1646)：1604年にアランデル伯爵・サリー伯爵に復権。
- ヘンリー・ハワード (第22代アランデル伯爵・第5代サリー伯爵) (1608–1652)
- トマス・ハワード (第5代ノーフォーク公爵・第23代アランデル伯爵・第6代サリー伯爵) (1627–1677)：1660年にノーフォーク公爵に復権。

以降ノーフォーク公爵位とともに継承される従属爵位として現在まで続く。2014年現在のサリー伯爵は第18代ノーフォーク公爵エドワード・フィッツアラン＝ハワード（第19代サリー伯爵）である。